# Vorska igra
Vorska igra je znanstveno fantastična priča koju je napisala Lois McMaster Bujold.
Radnja se odvija kratko nakon što je Miles diplomirao. Njegov prvi vojni zadatak ne prolazi baš onako kako je to mladi poručnik priželjkivao i usred neobičnog zapleta poslan je da spasi mladog barrayarskog cara u skroz drugom sustavu.
Nekoliko prvih poglavlja Vorske igre (od prvog do šestog poglavlja) prvotno su bile izdane u neznatno drugačijem obliku kao novela pod nazivom "Meteorolog" u veljači 1990. godine u časopisu Analog. Priča se odnosi na Milesovo zaduženje na otoku Kyril i obavljanju njegovih poslova sve do njegovog pritvora u CarSigu.
Knjiga je izdana 1990. godine. Osvojila je nagradu Hugo za najbolju kratku priču iz 1991. godine.

## Radnja priče
Miles je upravo diplomirao na Akademiji i kao zastavnik je u sklopu svojeg prvog vojnog zaduženja poslan da zamjeni meteorološkog časnika na udaljenoj polarnoj stanici na otoku Kyril. Ovo je zapravo i iskušenje za njega da vidi može li podnijeti vojničku stegu i rutinu. Miles se suprotstavlja naredbi zapovjednika baze, a koju je osobno procijenio kao nezakonitu. Zbog toga je uhićen za poticanje pobune, a kako je on također i Vor to predstavlja i izdaju. Njega brzo odvode pod nadzor Carske Sigurnosti (CarSig) u Vorbarr Sultanu pod Illyanovom naredbom, koji ima veće probleme od jednog neposlušnog mladog Vora.
Mladi car Gregor, koji je upravo saznao za megalomaniju i nastranost svojeg oca princa Serga, pobjegao je na diplomatskom posjetu u drugom naseljenom sistemu. Miles putuje na Hegensku Os za CarSig, gdje vrlo brzo završava u zatvoru. Tu pronalazi Gregora koji skriva svoj pravi identitet, a oteo ga je beskrupulozni vlasnik broda. Miles zagađuje vodu na brodu u pokušaju da izbavi Gregora i ubrzo zaglavljuje do vrata u tajanstvenom planu koji uključuje međugalaktičku femme fatale, njegovog bivšeg zapovjednika s otoka Kyril i moćne političare s Osi. Miles stupa u kontakt sa svojim prijateljima plaćenicima i nakon nekih problema s njihovim prijašnjim vođom koji je ponovno uspostavio kontrolu nad Dendarijima, nastavlja igrati ulogu admirala Naismitha. Uspijeva osloboditi Gregora i zaustavlja đavolski plan. Kao bonus ujedinjuje Hegensku Os, koji uspijevaju odbiti Cetagandansku invaziju uz malu pomoć od strane Barrayarske flote kojom upravlja njegov otac.
Gregor i CarSig odlučuju da će Slobodne dendarijske plaćenike primiti na stalno zaposlenje a za obavljanje tajnih operacija, a Miles je službeno postavljen kao časnik za komunikaciju i admirala te "flote". Tako započinje ta strana Milesove karijere koja će završiti njegovim sramoćenjem u Pamćenju.